# أرليس هوارد
أرليس هوارد (بالإنجليزية: Arliss Howard)‏ مواليد 18 أكتوبر 1954 في إنديبندنس، الولايات المتحدة، هو ممثل أمريكي بدأ مسيرته الفنية سنة 1983.

## الأعمال
- فل ميتال جاكيت (1987)
- قتلة بالفطرة (1994)
- أميستاد (1997)
- العالم المفقود: حديقة جوراسية (1997)
- مستيقظ (2007)
- كرة المال (2011)
- دم حقيقي (2013) (بدور: ترومان بوريل)
- ارتجاج في المخ (2015)

## روابط خارجية
- أرليس هوارد على موقع IMDb (الإنجليزية)
- أرليس هوارد على موقع ألو سيني (الفرنسية)
- أرليس هوارد على موقع أول موفي (الإنجليزية)
- أرليس هوارد على موقع قاعدة بيانات برودواي على الإنترنت (الإنجليزية)
- أرليس هوارد على موقع قاعدة بيانات الأفلام السويدية (السويدية)
- أرليس هوارد على موقع إن إن دي بي (الإنجليزية)
- أرليس هوارد على موقع قاعدة بيانات الفيلم (الإنجليزية)
- أرليس هوارد على موقع كينوبويسك (الروسية)